# Tan Lee Wai
Tan Lee Wai (* 20. Juli 1970) ist eine ehemalige malaysische Badmintonspielerin. 

## Karriere
Tan Lee Wai gewann bei den Südostasienspielen 1989, 1991 und 1993 Bronze. Bei der Asienmeisterschaft 1992 erkämpfte sie sich ebenfalls Bronze im Doppel mit Tan Sui Hoon. 1994 wurde sie einmal mehr Dritte, diesmal bei den Commonwealth Games im Damendoppel mit Lee Wai Leng.

## Sportliche Erfolge
| Saison | Veranstaltung      | Disziplin   | Platz | Name                         |
| ------ | ------------------ | ----------- | ----- | ---------------------------- |
| 1989   | Südostasienspiele  | Damendoppel | 3     | Tan Sui Hoon / Tan Lee Wai   |
| 1991   | Südostasienspiele  | Damendoppel | 3     | Tan Lee Wai / Tan Sui Hoon   |
| 1991   | Südostasienspiele  | Mixed       | 3     | Soo Beng Kiang / Tan Lee Wai |
| 1992   | Asienmeisterschaft | Damendoppel | 3     | Tan Sui Hoon / Tan Lee Wai   |
| 1993   | Südostasienspiele  | Damendoppel | 3     | Tan Lee Wai / Lee Wai Leng   |
| 1993   | Südostasienspiele  | Mixed       | 3     | Tan Kim Her / Tan Lee Wai    |
| 1994   | Commonwealth Games | Damendoppel | 3     | Lee Wai Tan / Lee Wai Leng   |